# Уряд Лесото
Уряд Лесото — вищий орган виконавчої влади Лесото.

## Голова уряду
- Прем'єр-міністр — Пакаліта Бетуель Мосісілі (англ. Pakalitha Bathuel Mosisili).
- Віце-прем'єр-міністр — Мотеджоа Метсінг (англ. Mothejoa Metsing).

## Кабінет міністрів
Склад чинного уряду подано станом на 3 серпня 2015 року.
| Логотип | Міністерство                                                  | Міністр                                            | Фото | Час на посаді | Час на посаді | Партія | Партія | Вебсайт |
| ------- | ------------------------------------------------------------- | -------------------------------------------------- | ---- | ------------- | ------------- | ------ | ------ | ------- |
|         | Міністерство внутрішніх справ                                 | Лекхето Ракуоане (Lekhetho Rakuoane)               |      |               |               |        |        |         |
|         | Міністерство води                                             | Лінкольн Ралешат Мокосе (Lincoln Ralechate Mokose) |      |               |               |        |        |         |
|         | Міністерство гендеру, молоді, спорту і рекреації              | Теселе Масерібане (Thesele 'Maseribane)            |      |               |               |        |        |         |
|         | Міністерство гірничої промисловості                           | Лебоханг Тхотаньяна (Lebohang Thotanyana)          |      |               |               |        |        |         |
|         | Міністерство державної служби                                 | Тскукутлане Ав (Tskukutlane Au)                    |      |               |               |        |        |         |
|         | Міністерство енергетики                                       | Селібе Мочобороане (Selibe Mochoboroane)           |      |               |               |        |        |         |
|         | Міністерство житлово-комунального господарства і транспорту   | Лебеса Малой (Lebesa Maloi)                        |      |               |               |        |        |         |
|         | Міністерство зв'язку, науки і технології                      | Селібе Мочобороане (Selibe Mochoboroane)           |      |               |               |        |        |         |
|         | Міністерство закордонних справ                                | Тлоханг Сехемане (Tlohang Sekhamane)               |      |               |               |        |        |         |
|         | Міністерство лісового господарства і меліорації               | Кабело Мафура (Kabelo Mafura)                      |      |               |               |        |        |         |
|         | Міністерство оборони                                          | Тселісо Мохосі (Tseliso Mokhosi)                   |      |               |               |        |        |         |
|         | Міністерство освіти                                           | Махалі Фамотсе (Mahali Phamotse)                   |      |               |               |        |        |         |
|         | Міністерство охорони здоров'я                                 | Молотсі Моніамане ('Molotsi Monyamane)             |      |               |               |        |        |         |
|         | Міністерство планування розвитку                              | Мокото Хлоаеле (Mokoto Hloaele)                    |      |               |               |        |        |         |
|         | Міністерство поліції та громадського порядку                  | Моньяне Молелекі (Monyane Moleleki)                |      |               |               |        |        |         |
|         | Міністерство праці та зайнятості                              | Кекетсо Рантсо (Keketso Rant'So)                   |      |               |               |        |        |         |
|         | Міністерство соціального розвитку                             | Матебатсо Доті ('Matebatso Doti)                   |      |               |               |        |        |         |
|         | Міністерство справедливості, прав людини, служб корекції      | Моекетсе Малебо (Moeketse Malebo)                  |      |               |               |        |        |         |
|         | Міністерство сільського господарства і продовольчої безпеки   | Мапалеса Мотохо ('Mapalesa Mothokho)               |      |               |               |        |        |         |
|         | Міністерство торгівлі, промисловості, кооперації і маркетингу | Джошуа Сетіпа (Joshua Setipa)                      |      |               |               |        |        |         |
|         | Міністерство туризму, екології та культури                    | Мамахеле Радібе ('Mamahele Radebe)                 |      |               |               |        |        |         |
|         | Міністерство у справах місцевого самоврядування і вождівств   | Мотеджоа Метсінг (Mothejoa Metsing)                |      |               |               |        |        |         |
|         | Міністерство фінансів                                         | Мамфоно Хакетла ('Mamphono Khaketla)               |      |               |               |        |        |         |
|         | Міністерство юстиції та конституційних справ                  | Мотлалентоа Летсоса (Motlalentoa Letsosa)          |      |               |               |        |        |         |
|         | Міністр кабінету міністрів                                    | Пітсо Маїса (Pitso Maisa)                          |      |               |               |        |        |         |